# Любекур
Любеку́р (фр. Lubécourt) — коммуна во французском департаменте Мозель региона Лотарингия. Относится к кантону Шато-Сален.	

## География
Любекур расположен в 40 км к юго-востоку от Меца. Соседние коммуны:	Жербекур на севере, Вакси и Пюттиньи на северо-востоке, Морвиль-ле-Вик на юго-востоке, Шато-Сален на юге, Амелекур на западе.

## История
- Следы галло-романской культуры.

## Демография
По переписи 2007 года в коммуне проживало 47 человек.				